# PNC Arena
La PNC Arena (in origine Raleigh Entertainment and Sports Arena, successivamente nota come RBC Center) è un'arena coperta situata a Raleigh (Carolina del Nord). Ospita i Carolina Hurricanes della NHL e la squadra di basket maschile dei Wolfpack della North Carolina State University, che milita nella Division I di NCAA. In passato ha ospitato i Carolina Cobras di Arena Football League dal 2000 al 2002.

## Storia
L'idea di una nuova arena per la pallacanestro venne avanzata nei primi anni '80 da Jim Valvano, allora capo-allenatore dei Wolfpack. Il primo progetto, formulato nel 1989, prevedeva la costruzione di un'arena da ben 23.000 posti; in un secondo momento però la Centennial Authority, creata nel 1995 appositamente per gestire l'arena, decise la costruzione di un'arena ad uso polivalente leggermente più piccola. Nel 1997 ciò portò all'accordo di rilocazione degli Hartford Whalers, che diventarono i Carolina Hurricanes. I lavori iniziarono in quell'anno e terminarono nel 1999.
Conosciuta come Raleigh Entertainment and Sports Arena o ESA dal 1999 al 2002, l'arena venne rinominata RBC Center dopo l'accordo con la banca americana RBC Centura (di proprietà della Royal Bank of Canada), che acquistò i diritti di denominazione per una durata di 20 anni per 80 milioni di dollari.

## Eventi Importanti
- 2000 - WWE Summerslam
- 2002 - Finali di Stanley Cup
- 2004 - NHL Entry Draft
- 19 giugno 2006 - Gli Hurricanes vincono la loro prima Stanley Cup sconfiggendo gli Edmonton Oilers per 3-1 e chiudendo la serie per 4-3
- 2006 - WWE No Mercy

I Bon Jovi, Michael Bublé, Britney Spears, Bruce Springsteen e Katy Perry sono tra gli artisti ad aver tenuto più concerti nell'arena, record detenuto da Taylor Swift che ci si è esibita nel corso di tutti e quattro i suoi primi tour.